# Eugenia ocanensis
Eugenia ocanensis är en myrtenväxtart som beskrevs av Jean Jules Linden och Eduard August von Regel. Eugenia ocanensis ingår i släktet Eugenia och familjen myrtenväxter.
Artens utbredningsområde är Colombia. Inga underarter finns listade i Catalogue of Life.